# Trouble (album de Whitesnake)
Pour les articles homonymes, voir Trouble.
Albums de Whitesnake
Snakebite
(1978) Lovehunter
(1979)
Singles
1. Lie Down (a Modern Love Song)
Sortie : octobre 1978
2. Day Tripper
Sortie :  décembre 1978
3. The Time Is Right for Love
Sortie : 9 mars 1979

Trouble est le premier album studio du groupe britannique Whitesnake dont le leader est l'ancien chanteur de Deep Purple, David Coverdale. Il sort en octobre 1978 et est produit par Martin Birch.

## Historique
Après la sortie de ses deux premiers albums solo, White Snake (1977) et Northwinds (1978), David Coverdale décide de fonder un groupe qui sera d'abord appelé David Coverdale's Whitesnake, et qui réalise en juin 1978 l'Ep Snakebite, avant de devenir simplement Whitesnake.
C'est pendant l'été 1978 que Jon Lord, ancien compagnon de Coverdale au sein de Deep Purple, rejoint le groupe qui est prêt à entrer en studio pour l'enregistrement de l'album Trouble. Les titres sont déjà écrits et sont signés principalement par David Coverdale, Micky Moody et Bernie Marsden. Sur l'album figure aussi une reprise des Beatles, Day Tripper. L'enregistrement se déroule aux  Central Recorders Studio and Sauna de Londres avec Martin Birch à la console.
Le 18 novembre 1978, l'album se classe à la 50e position des charts britanniques. Cependant, aucun des trois singles n'entre dans les classements musicaux. La pochette est différente pour le marché nord-americain.

## Liste des titres

### Version originale (1978)
Face 1
| No | Titre                         | Auteur                          | Durée |
| -- | ----------------------------- | ------------------------------- | ----- |
| 1. | Take Me With You              | David Coverdale, Micky Moody    | 4:45  |
| 2. | Love to Keep You Warm         | Coverdale                       | 3:44  |
| 3. | Lie Down (A Modern Love Song) | Coverdale, Moody                | 3:14  |
| 4. | Day Tripper                   | John Lennon, Paul McCartney     | 3:47  |
| 5. | Nighthawk (Vampire Blues)     | David Coverdale, Bernie Marsden | 3:39  |

Face 2
| No  | Titre                                  | Auteur                                         | Durée |
| --- | -------------------------------------- | ---------------------------------------------- | ----- |
| 6.  | The Time Is Right for Love             | Coverdale, Moody, Marsden                      | 3:26  |
| 7.  | Trouble                                | Coverdale, Marsden                             | 4:48  |
| 8.  | Belgian Tom's Hat Trick (Instrumental) | Moody                                          | 3:26  |
| 9.  | Free Flight                            | Coverdale, Marsden                             | 4:06  |
| 10. | Don't Mess With Me                     | Coverdale, Moody, Marsden, Murray, Dowle, Lord | 3:25  |

### Version rééditée (2006)
- Trouble est remastérisé et réédité en 2006 avec en bonus les quatre titres de l'Ep, Snakebite.

| No  | Titre                                  | Auteur                                           | Durée |
| --- | -------------------------------------- | ------------------------------------------------ | ----- |
| 11. | Come On                                | David Coverdale, Bernie Marsden                  | 3:32  |
| 12. | Bloody Mary                            | David Coverdale                                  | 3:21  |
| 13. | Steal Away                             | Coverdale, Moody, Marsden, Murray, Dowle, Solley | 4:19  |
| 14. | Ain't No Love in the Heart of the City | Michael Price, Dan Walsh                         | 5:06  |

## Composition du groupe
- David Coverdale : chant, sauf sur Free Flight
- Bernie Marsden : guitare électrique, chœurs, chant secondaire sur Lie Down et chant principal sur Free Flight
- Micky Moody : guitare électrique et chœurs
- Jon Lord : claviers (piano, orgue Hammond)
- Neil Murray : basse
- David Dowle : batterie

## Charts
| Pays                          | Durée du classement | Meilleur classement | Date             |
| ----------------------------- | ------------------- | ------------------- | ---------------- |
| Royaume-Uni (UK Albums Chart) | 2 semaines          | 50e                 | 12 novembre 1978 |